# Missão Militar Francesa na Força Pública de São Paulo

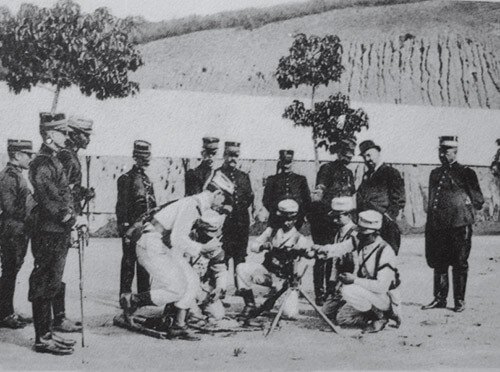
Oficiais franceses adestrando paulistas em 1906

A Missão Militar Francesa na Força Pública do Estado São Paulo foi a contratação, pelo então presidente do Estado, Jorge Tibiriçá, de militares do Exército da França a fim de promover a profissionalização dos integrantes da polícia ostensiva em 1905.
Em seus primeiros anos de existência, o corpo de oficiais da Força Pública (órgão que antecedeu a Polícia Militar do Estado de São Paulo) era oriundo do Exército Brasileiro, nomeados a partir de critérios políticos. Já nas regiões mais distantes da capital, seus comandantes provinham das famílias abastadas. Os praças eram voluntários, vindos das camadas mais pobres da sociedade. Via de regra, eram tropas improvisadas, sem treinamento militar ou de segurança pública adequados, sob as orientações concomitantes do delegado de polícia local e do presidente do Estado.  
Com o objetivo de alterar esse cenário de amadorismo, os militares franceses passaram a atuar no comando e reforma do órgão policial a partir de 21 de março de 1906. Inicialmente planejada para um período de dois anos, acabou permanecendo em São Paulo até 14 de agosto de 1914. Seu primeiro comandante foi Paul Balagny, major do Exército Francês.
O êxito da atuação da Missão Francesa na polícia paulista foi o principal motivo para a contratação da Missão Francesa pelo governo federal, a fim de profissionalizar o Exército Brasileiro, em 1919.
O Decreto Estadual 50 713/2006 criou a Medalha Coronel Paul Balagny, por ocasião do centenário da Missão Militar Francesa de instrução da então Força Pública do Estado. É laureada às personalidades civis e militares, ou instituições, que tenham se destacado por relevante contribuição às ciências, letras, artes e cultura, resultando em benefício da Polícia Militar do Estado de São Paulo.